# Paul Mbong
Paul Mbong (* 2. September 2001 in Marsaskala) ist ein maltesisch-nigerianischer Fußballspieler. Der Rechtsaußen spielt seit 2019 für die A-Mannschaft vom FC Birkirkara.

## Karriere

### Verein
Mbong spielte in seiner Jugend für den FC Birkirkara. Im März 2019 stand er erstmals im Kader der A-Mannschaft und debütierte wenige Tage später im Spiel gegen Tarxien Rainbows in der Maltese Premier League. Bis zum Saisonende im April stand der Spieler noch zwei weitere Male auf dem Platz. In der nachfolgenden Spielzeit kam er zunächst nicht zum Einsatz und gehörte meist auch nicht dem Kader an. Nach einem Kurzeinsatz am elften Spieltag stand der Flügelspieler fünf Spiele später dann aber zum ersten Mal in der Startelf. Auch in den darauffolgenden Spielen lief er jeweils von Anfang an auf, so dass er die Saison mit sechs Ligaeinsätzen beendete. 2020/21 etablierte er sich als Stammspieler – er kam in 21 der 23 möglichen Spiele in der Liga zum Einsatz, hiervon 17-mal von Beginn an. In der Saison 2021/22 debütierte der Malteser nach dem vorangegangenen vierten Platz in der Premier League auf internationalem Terrain. Nachdem die Mannschaft sich zuvor in der Qualifikation zur UEFA Europa Conference League gegen SP La Fiorita durchsetzen konnte, scheiterte man in der darauffolgenden Runde im Elfmeterschießen an NK Olimpija Ljubljana, wobei Mbong den entscheidenden Elfmeter verschoss. In der Liga war der Spieler zunächst wieder gesetzt, wobei er gegen Ende der Saison häufig von der Bank kam und nicht von Beginn an auf dem Feld mitwirkte. Trotzdem kam er in Summe in 23 von maximal 27 möglichen Ligaspielen zum Einsatz.

### Nationalmannschaft
Mbong stand für verschiedene Jugendnationalmannschaften auf dem Platz. So absolvierte er drei Spiele für die maltesische U17 und neun für die U19. 2019 kam er erstmals für die U21 zum Einsatz. Im Oktober 2020 debütierte er für die A-Nationalmannschaft in einem Freundschaftsspiel gegen Gibraltar.